# Alessandro Maria Pagani
Alessandro Maria Pagani (Cremona, 4 aprile 1755 – Lodi, 27 giugno 1835) è stato un vescovo cattolico italiano.

## Biografia
Venne eletto vescovo di Lodi il 27 settembre 1819. Durante il suo episcopato, tenne un copioso carteggio con il vescovo di Crema Tommaso Ronna e con quello di Pavia, Luigi Tosi. Fu considerato un vescovo di tendenze rigoriste, cioè incline al giansenismo ottocentesco. Insistette per il rinnovamento pastorale attraverso la diffusione di buoni libri fra il clero.

## Genealogia episcopale
La genealogia episcopale è:
- Cardinale Guillaume d'Estouteville, O.S.B.Clun.
- Papa Sisto IV
- Papa Giulio II
- Cardinale Raffaele Sansone Riario
- Papa Leone X
- Papa Paolo III
- Cardinale Francesco Pisani
- Cardinale Alfonso Gesualdo
- Papa Clemente VIII
- Cardinale Pietro Aldobrandini
- Cardinale Laudivio Zacchia
- Cardinale Antonio Barberini, O.F.M.Cap.
- Cardinale Marcantonio Franciotti
- Papa Innocenzo XII
- Cardinale Leopold Karl von Kollonitsch-ipót
- Cardinale Johann Philipp von Lamberg
- Arcivescovo Franz Anton von Harrach-Rorau
- Arcivescovo Leopold Anton von Firmian
- Arcivescovo Leopold Ernst von Firmian
- Arcivescovo Joseph Adam von Arco
- Vescovo Leopold Raymund Leonhard von Thun und Hohenstein
- Cardinale Karl Kajetan von Gaisruck
- Vescovo Alessandro Maria Pagani